# مينياكا
بلدية مينياكا (بالإسبانية: Meñaka)‏ هي بلدية تقع في مقاطعة بيسكاي, التي تقع في منطقة الباسك شمالي إسبانيا.

## أعلام
- ميغيل انخيل لوتينا

## وصلات خارجية
- (بالإسبانية)